# BF Большой Медведицы
BF Большой Медведицы (лат. BF Ursae Majoris) — одиночная переменная звезда в созвездии Большой Медведицы на расстоянии (вычисленном из значения параллакса) приблизительно 11715 световых лет (около 3592 парсеков) от Солнца. Видимая звёздная величина звезды — от +13,6m до +12m.

## Характеристики
BF Большой Медведицы — белая пульсирующая переменная звезда типа RR Лиры (RRAB) спектрального класса A0.